# رايناو
رايناو (بادن) (بالألمانية: Rheinau (Baden)) هي مدينة وبلدة ألمانية تقع في ألمانيا في Ortenaukreis.